# ＃つぶやき市長と議会のオキテ【劇場版】
『#つぶやき市長と議会のオキテ【劇場版】』（つぶやきしちょうとぎかいのおきて げきじょうばん）は、2024年5月25日劇場公開の日本のドキュメンタリー映画。東京・ポレポレ東中野でロードショー、ほか全国で順次公開。映画館によっては本作の監督やプロデューサー等が登壇する上映トークイベントが行われる。想定外の石丸の都知事選立候補表明に伴い、都内では5月31日までと1週間の上映に短縮され、選挙終了後、2024年8月16日から2週間限定でkino cinéma新宿にて上映された。

## 概要
河井事件が発覚し大規模買収の震源地となった広島。本作の舞台は安芸高田市。市長が就任わずか3ヵ月弱で辞職したことから、安芸高田市長選に立候補し当選した石丸伸二市長と安芸高田市議会の攻防を追ったドキュメンタリー。広島ホームテレビ制作のドキュメンタリー番組に、未公開映像と追加取材を加えた劇場版。
2024年3月1日、特報を公開。
2024年3月から4月にかけて試写会が行われた。
2024年4月9日、本予告編を公開。
2024年4月、本作監督とプロデューサーは、広島市内の高校新聞部から取材を受けた。
2024年4月30日、東京 東中野・Space & Cafe ポレポレ坐で先行上映イベント。上映後そのまま、本作の監督、プロデューサーらが登壇しトークイベント開催。
2024年5月5日、広島市中区・Social Book Cafe ハチドリ舎で先行上映イベント。上映後そのまま、同会場で本作の監督、プロデューサーが登壇しポリタスTV「＃つぶやき市長と議会のオキテ 地方政治の摩擦を現場から問う」公開収録および生配信。
2024年5月25日、東京 ポレポレ東中野でロードショー。パンフレットに中央大学文学部山口真美教授がコラムを執筆している。
広島では、2024年6月7日から八丁座（広島市）と福山駅前シネマモード（福山市）で、6月8日からシネマ尾道（尾道市）で公開された。

## スタッフ
- 監督：岡森吉宏（広島ホームテレビ[17]）
- プロデューサー：立川直樹（広島ホームテレビ）
- 編集：田中実生
- 作曲・選曲：前田陽一（BRIO）
- MA：植田靖央（BRIO）
- 神楽演奏：高井神楽団
- 美術・タイトル：邉見省吾
- 予告編制作：楫野裕
- 宣伝美術：追川恵子
- 宣伝：加瀬修一（contrail）
- 配給：きろくびと
- 製作・著作：広島ホームテレビ

## イベント
先行上映イベント
- 2024年4月30日 東京 東中野・Space & Cafe ポレポレ坐[18]
- 2024年5月5日 広島市中区・Social Book Cafe ハチドリ舎[19]（上映後、ポリタスTV「＃つぶやき市長と議会のオキテ 地方政治の摩擦を現場から問う」公開収録[19]）[13]

## 関連テレビ番組
- ドキュメント広島『#新人市長と議会のオキテ ～“つぶやき”が生んだ混乱～』（2021年5月3日0：30 - 1：00（2日24：30 - 25：00）、広島ホームテレビ）ナレーション：榮真樹（HOMEアナウンサー）
- テレメンタリー2021『#つぶやき市長と議会のオキテ 〜400日の“議論”の行方〜』（2021年11月11日3：30 - 4：00（10日27：30 - 28：00）、テレビ朝日）ナレーション：福山潤
- ドキュメント広島SP『#つぶやき市長と議会のオキテ 〜そこに“議論”はあるか〜』（2022年3月28日1：05 - 2：05（27日25：05 - 26：05）、広島ホームテレビ）ナレーション：榮真樹（HOMEアナウンサー）
※2022年 第28回PROGRESS賞受賞[20][21]

## 関連ネット配信
- ポリタスTV『#つぶやき市長と議会のオキテ 地方政治の“摩擦“を現場から問う』（2024年5月13日 広島市中区・Social Book Cafe ハチドリ舎より生配信、YouTubeチャンネル『ポリタスTV』）2024年6月末頃まで予定でアーカイブ期間限定無料公開[13]
先行上映後イベントに同会場で本作の監督とプロデューサーが登壇した公開収録生配信トークショー。司会進行：宮崎園子（フリーランス記者）。